# أرابيسوس
أرابيسوس (بالإغريقية: Ἀραβισσός)‏، والمعروفة أيضًا باسم تريبوتاموس، كانت مدينة في كاتونيا القديمة، ثم كابادوكيا، وفيما بعد في مقاطعة أرمينيا سيكوندا الرومانية. ولد الإمبراطور البيزنطي موريكيوس هناك عام 539، ويقع فيها كهف أصحاب الكهف في منطقة تدعى أصحاب الكهف كولي.